# Пурпурова лінія

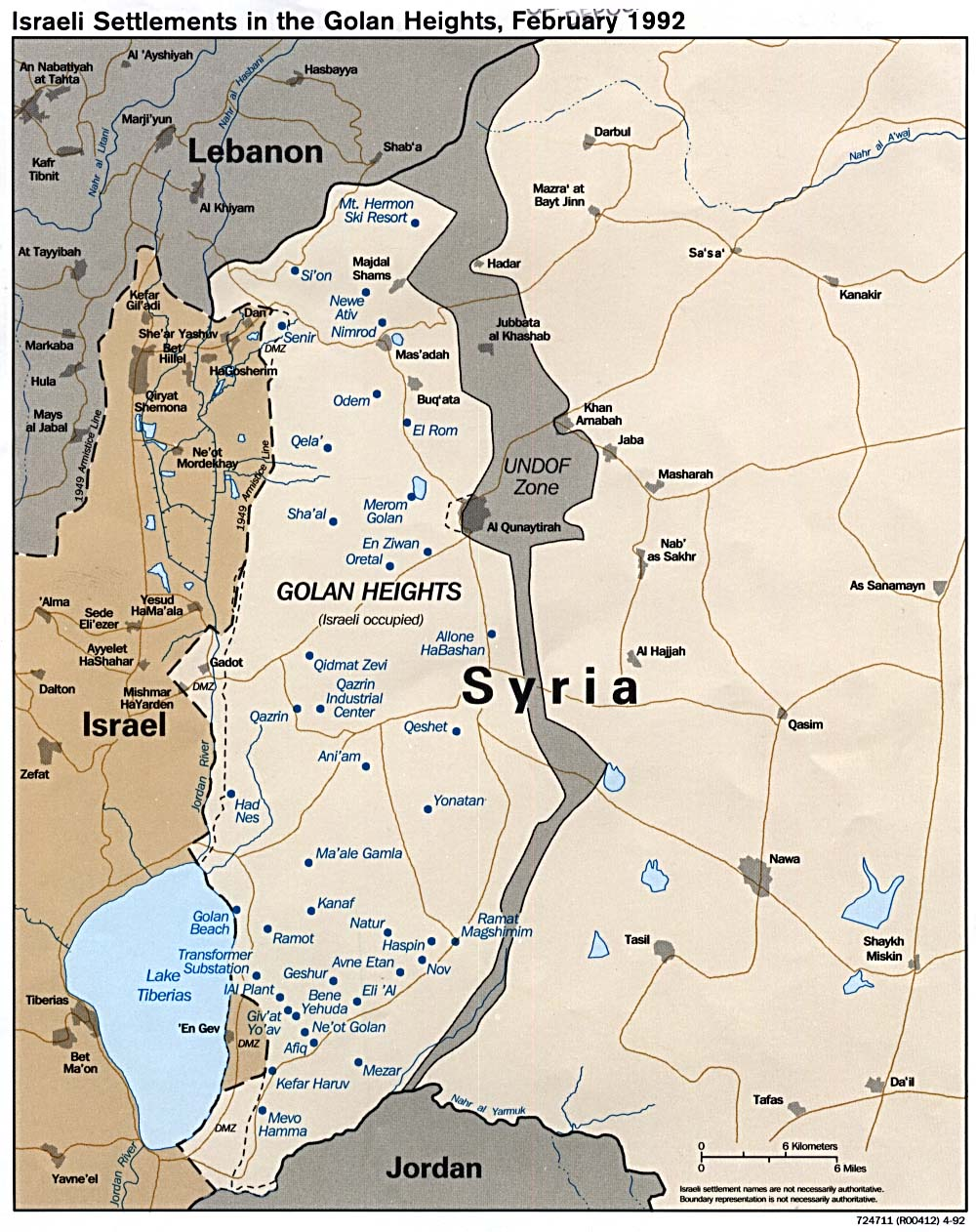
Карта зони сил ООН по нагляду за роз'єднанням

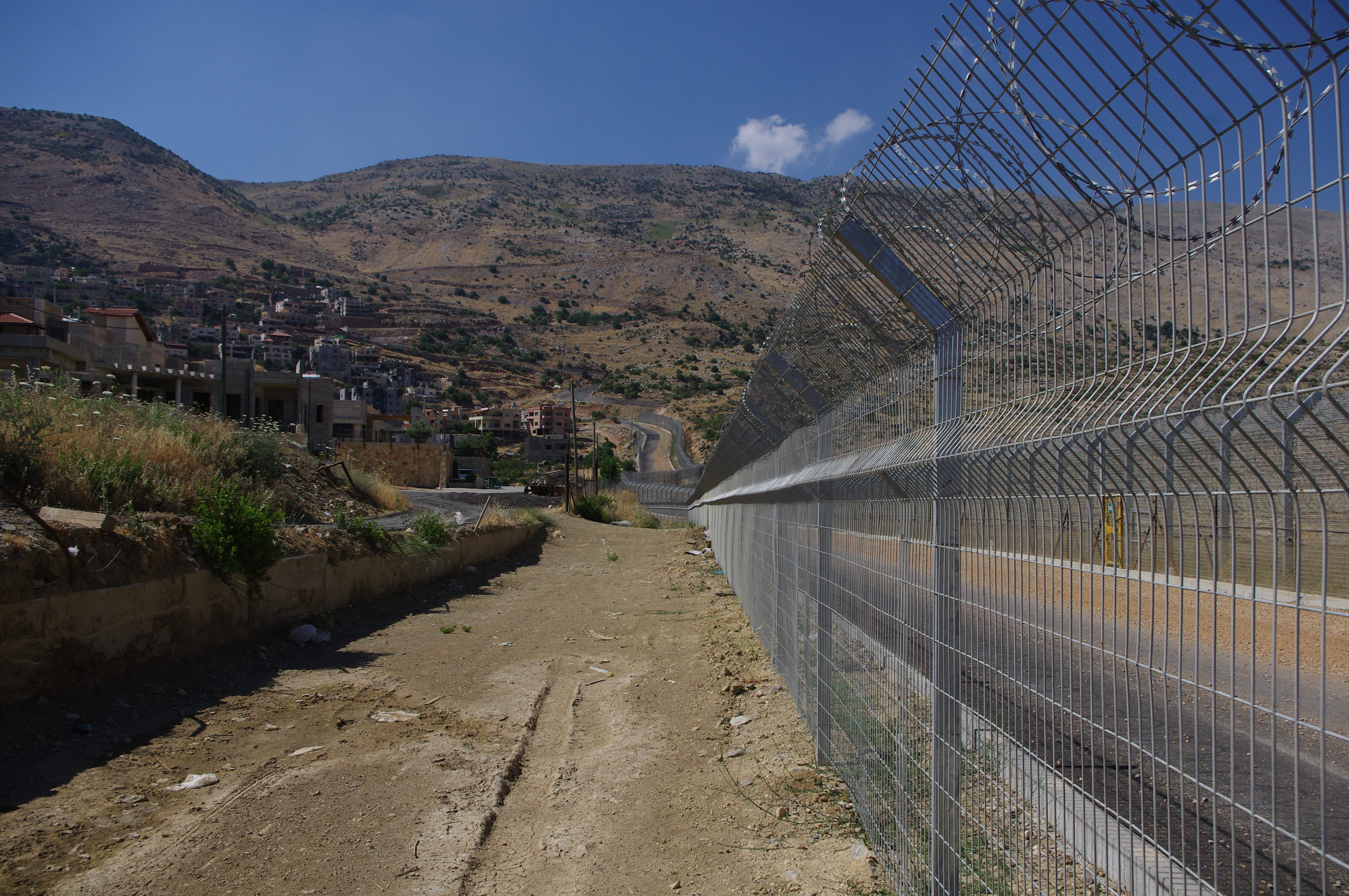
Пурпурова лінія через Мадждаль Шамс на Голанських висотах

Пурпурова лінія  — лінія припинення вогню між Ізраїлем і Сирією після шестиденної війни в 1967 році.

## Історія
Сирія здобула незалежність від Франції в 1946 р., також 14 травня 1948 року великобританці пішли з Палестини, в той же час Ізраїль оголосив про свою незалежність. Утворення розмежування розпочалось, коли сирійські війська були втягнуті у арабо-ізраїльську війну 1948 року, воюючи з новоствореною Державою Ізраїль. У 1949 році, була укладена тимчасова угода про перемир'я, де була підписана угода про тимчасовий кордон між Сирією та Ізраїлем, (Кордон був оснований на міжнародних кордонах 1923 кордону; див. конференція Сан-Ремо). Проте, навесні 1951 сирійські та ізраїльські війська неодноразово продовжували бойові дії. Військові дії припинились 15 травня, після заступництва Ради Безпеки Організації Об'єднаних Націй.
У червні 1967 року, воюючи в Сирії, Йорданії і Єгипті, в ході шестиденної війни Ізраїль захопив усю довжину Голанських висот, включаючи її основне місто Ель-Кунейтра. В результаті лінія припинення вогню (яка також отримала назву «пурпуровна лінія» як була намальована на картах ООН) знаходилась в розпорядження, Організації Об'єднаних Націй, будучи укомплектованою спостерігачами і рядом позицій та спостережних постів для догляду за виконанням умов перемир'я. Де-факто, лінія стала новим кордоном між Ізраїлем і Сирією, а Голанські висоти за пурпуровою лінією вважаються окупованими Ізраїлем.